# Wilhelm (Sachsen-Weimar)

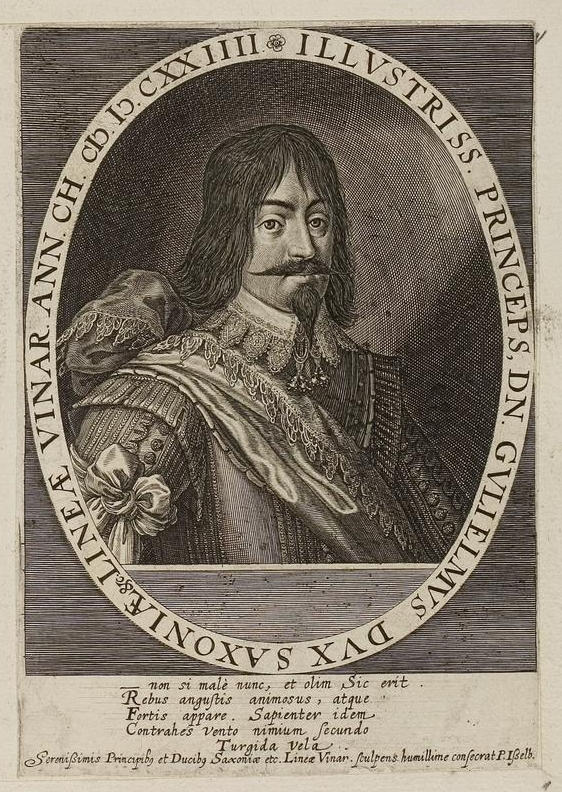
Herzog Wilhelm von Sachsen-Weimar

Wilhelm von Sachsen-Weimar (* 11. Apriljul. / 21. April 1598greg. in Altenburg; † 17. Maijul. / 27. Mai 1662greg. in Weimar) war von 1620 bis zu seinem Tode Herzog von Sachsen-Weimar. Er stammte aus der Familie der ernestinischen Wettiner. In der Reihe wettinischer Fürsten wird er gelegentlich auch als Wilhelm IV. gezählt.

## Leben
Herzog Wilhelm IV. war der Sohn von Herzog Johann von Sachsen-Weimar und dessen Ehefrau Dorothea Maria von Anhalt, einer Schwester von Fürst Ludwig I. von Anhalt-Köthen. Sein Zwillingsbruder starb bei der Geburt und wurde drei Tage später in der Altenburger Schlosskirche beigesetzt. Die Herzöge Friedrich von Sachsen-Weimar, Johann Ernst d. J. von Sachsen-Weimar, Albrecht von Sachsen-Eisenach, Johann Friedrich von Sachsen-Weimar, Ernst I. von Sachsen-Gotha und Bernhard von Sachsen-Weimar waren seine Brüder, mit denen er später zusammen auch Mitglied der Fruchtbringenden Gesellschaft werden sollte.
Gleich seinen Brüdern Johann Ernst d. J. und Friedrich studierte Herzog Wilhelm an der Universität Jena. Anschließend begleitete er seinen Bruder, den Herzog Friedrich, auf dessen Cavalierstour. Diese begann Ende August 1617 und führte durch Frankreich, Großbritannien und die Niederlande. 1619 kehrte er mit seinem Bruder wieder nach Hause zurück.
Kurz zuvor, am 24. August 1617, wurde die Fruchtbringende Gesellschaft gegründet. Dabei beteiligte sich Herzog Wilhelm und wurde 1651 sogar ihr zweites Oberhaupt. Als Mitgliedsname wurde ihm der Schmackhafte und als Emblem eine Birn’ am Baum mit der Wespe und ihrem Stich hangend verliehen; als Devise erkannte Güte zugedacht. Im Köthener Gesellschaftsbuch findet sich Herzog Wilhelms Eintrag unter der Nr. 5. In Weimar ließ er 1617/18 die sog. Schwedenschanze errichten.
Nach der verlorenen Schlacht am Weißen Berg gründete Herzog Wilhelm am 21. Juli 1621 zusammen mit Freunden, darunter sein Oberstleutnant Georg von Uslar, den Orden der Beständigkeit. Die Mitglieder sollten sich in ritterlicher Tugend üben, die gegenseitige Ehre schützen, einander Beistand in der Not leisten und aus Gefangenschaft befreien. Der Orden erlosch spätestens nach dem Prager Frieden (1635).
Zum Jahreswechsel 1622/23 gründete er den patriotischen Friedbund, zur Wahrung von ständischer und religiöser Libertät. Dieser Friedbund wurde finanziell äußerst großzügig von Fürst Ludwig I. von Anhalt-Köthen unterstützt.
Nach der Landung von König Gustav II. Adolf von Schweden war seine frühe Parteinahme für den König der schnellen Karriere Herzog Wilhelms äußerst förderlich. Doch nach dem Tod des Königs verhinderte der schwedische Kanzler Axel Oxenstierna ein entsprechendes Kommando Herzog Wilhelms als Generalleutnant, wegen dessen mehrfach erwiesener militärischer Unfähigkeit und wegen seines eigenmächtigen und erfolglosen Handelns bei der Belagerung von Kronach. Seine von ihm in Franken geworbenen Regimenter kamen unter das Kommando seines Bruders Bernhard von Sachsen-Weimar und wurden beim Kampf um Regensburg eingesetzt.
Es ist also nicht verwunderlich, dass Wilhelm 1635 dem Prager Frieden, der sich gegen die Schweden richtete, auf Seiten des Kurfürstens von Sachsen und des Kaisers beitrat.
Bei der Teilung der Regentschaften 1641 fielen an Herzog Wilhelm unter anderem Weimar und Jena, nach Herzog Albrechts Tod am 20. Dezember 1644 auch noch Eisenach.
Als am 7. Januar 1650 Fürst Ludwig I. von Anhalt-Köthen starb, waren sich die Mitglieder der Fruchtbringenden Gesellschaft sehr darüber einig, dass Wilhelm sein Nachfolger werden sollte. Nach dem obligaten Trauerjahr wurde er am 8. Mai 1651 zum neuen Oberhaupt auf Lebenszeit gewählt. Im Gegensatz zu seinem Vorgänger beschränkte sich er aber im Wesentlichen auf repräsentative Aufgaben.

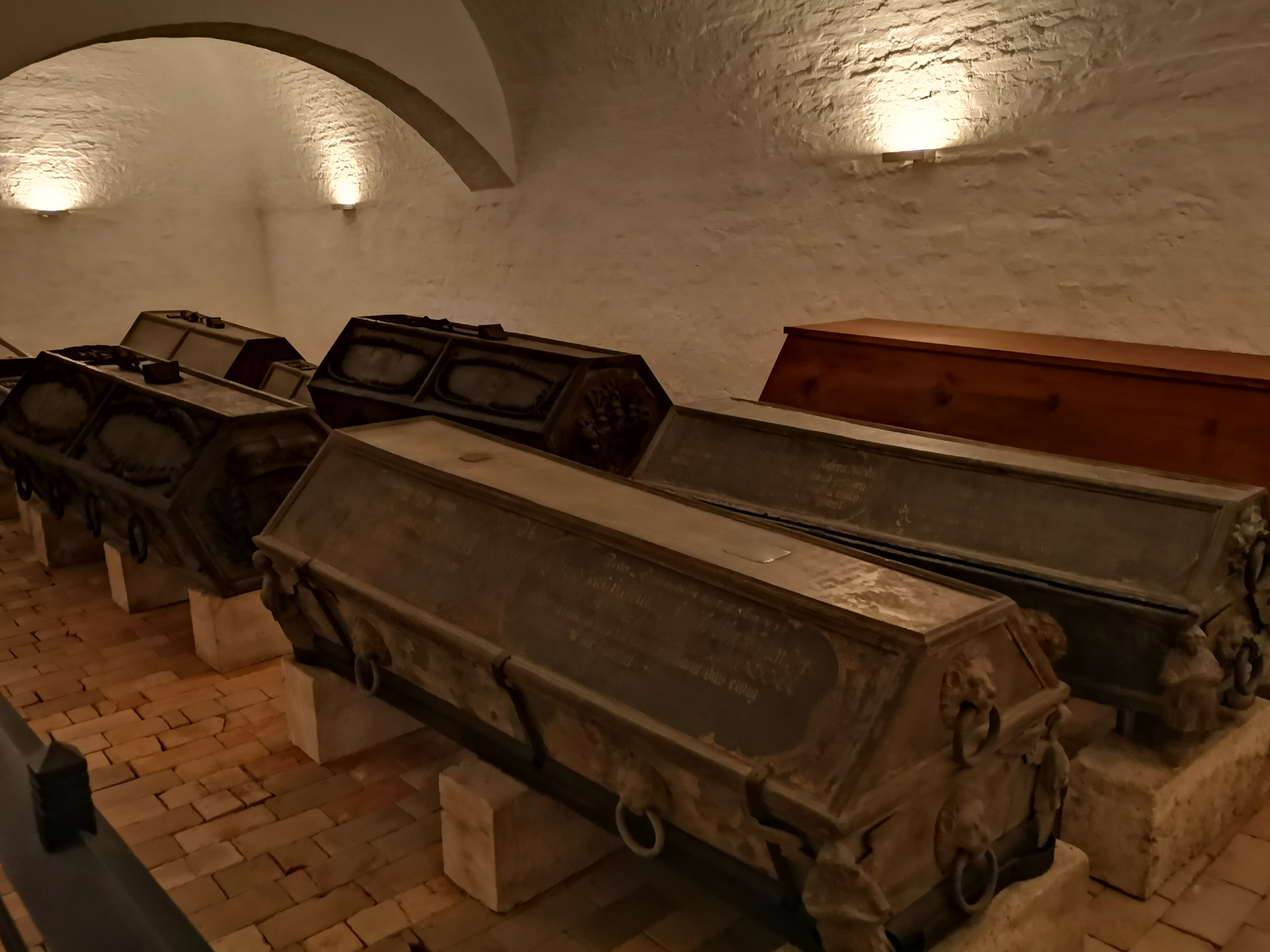
Sarg von Wilhelm (vorn links) neben seiner Gemahlin in der Fürstengruft

Im Alter von 64 Jahren starb Herzog Wilhelm als Senior der Ernestiner am 17. Mai 1662 in Weimar. Er wurde in der Schloßkirche zu Weimar in einer neu errichteten Gruft beigesetzt. Im Jahr 1824 brachte man seinen Sarg zum Historischen Friedhof Weimar und setzte ihn in der Fürstengruft bei.

## Nachkommen

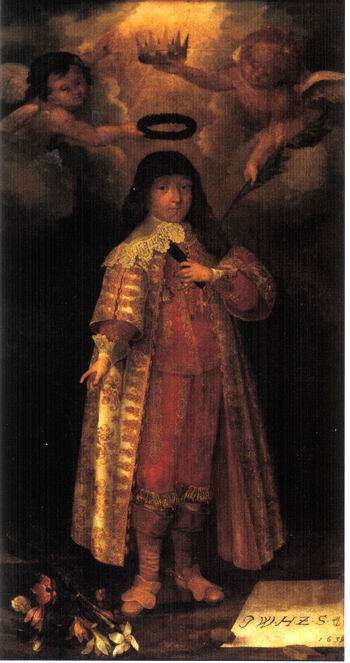
Prinz Johann Wilhelm von Sachsen-Weimar-Eisenach

Am 23. Mai 1625 heiratete Herzog Wilhelm die Prinzessin Eleonore Dorothea von Anhalt-Dessau (1602–1664), eine Tochter von Fürst Johann Georg I. von Anhalt-Dessau. Mit ihr hatte er neun Kinder:
- Wilhelm (*/† 1626), Erbprinz
- Johann Ernst II. (1627–1683), Herzog von Sachsen-Weimar
- Johann Wilhelm (1630–1639)
- Adolf Wilhelm (1632–1668), Herzog von Sachsen-Eisenach
- Johann Georg I. (1634–1686), Herzog von Sachsen-Marksuhl und später von Sachsen-Eisenach
- Wilhelmine Eleonore (1636–1653)
- Bernhard (1638–1678), Herzog von Sachsen-Jena
- Friedrich (1640–1656)
- Dorothea Maria (1641–1675) – verheiratet mit Herzog Moritz von Sachsen-Zeitz

## Werke
- Lied Herr Jesu Christ, dich zu uns wend, Str. 1–3 (zugeschrieben, aber umstritten[3]), z. B. in: Evangelisches Gesangbuch Nr. 155, Gotteslob Nr. 147, Feiern und Loben Nr. 87.